# メロディー・ヌランダニ・ラクサニ
メロディー・ヌランダニ・ラクサニ（Melody Nurramdhani Laksani・1992年3月24日 - ）は、インドネシア・ジャカルタを中心に活動する女性アイドルグループ『JKT48』の元メンバー。同グループでは初代キャプテンを務め、現在はJKT48劇場支配人・JKT48 Operation Teamゼネラルマネージャーを務めている。インドネシア・西ジャワ州バンドン出身。身長152cm。血液型O型。

## 略歴
2011年9月、JKT48の1期生オーディションに応募。同年11月3日、ジャカルタ市内のホテルで行われた最終オーディションに合格し、同グループ第1期生のうちの一人として初お披露目された（応募総数1200名、最終合格者28名）。
2012年2月15日に発売された、AKB48の25thシングル『GIVE ME FIVE!』のカップリング曲「NEW SHIP」では、スペシャルガールズAの選抜メンバーとなり、当時SKE48のメンバーだった松井珠理奈と共にセンターを務めた。
2013年12月21日に行われた『JKT48 2nd Anniversary Live in Concert “Performing All Out! Terima kasih telah menjadi temanku”』において、JKT48全体の初代キャプテンに任命されることが発表される。翌2014年4月26日に発表された、『JKT48 6thシングル選抜総選挙』では1位となり、シングル「Gingham Check」（ギンガムチェック）のセンターを務めた。同年7月7日『おかやまフルーツ大使』に就任し、岡山県知事から任命書を受け取った。
2015年6月13日に行われた『JKT48 LIVE in CONCERT「JKT48色んな味がするよ、どの味が一番お好き?」』において、JKT48劇場支配人に就任することを発表。翌2016年9月11日に行われた握手会『Hanya Lihat ke Depan Handshake festival』で発表された“大組閣”により、チームJとチームTを兼任すると共に、仲川遥香からチームTのキャプテンを引き継いだ。
2017年11月4日『JKT48 リクエストアワー セットリストベスト30』においてJKT48からの卒業を発表。翌2018年3月24日、ジャカルタ・カサブランカホールにて『Melody Graduation Concert ～Dirimu Melody～』を開催し、同年3月31日をもってJKT48メンバーとしての活動を終了。時に26歳であった。
卒業後はJKT48劇場支配人及びJKT48 Operation Teamゼネラルマネージャーに専任する他、日本・ASEAN食料・農業友好親善大使も担当。2018年11月3日、地元・バンドンのエル・ロイヤルホテルにおいて、高校時代の同級生だった実業家と挙式・披露宴を挙げた。

## 人物・エピソード
- 妹は同じJKT48の1期生であるフリスカ・アナスタシア・ラクサニ[10]。フリスカはメロディー卒業後もJKTに在籍し続けたが、2021年2月20日をもってJKTメンバーとしての活動を終了した[動画 4]。
- JKT48ではデビューから卒業まで中心メンバーとして活動し、「LOVE TRIP」を除く全てのシングル表題曲で選抜メンバーに選ばれていた。表題曲のうち「Kesimpulan yang Sedikit Membuatku Malu setelah Beberapa Hari Berpikir akan Berubah Seperti Apakah Hubungan Kita jika di Jalan Penuh Pohon Rindang Kukatakan　"Indahnya Senyum Manismu dalam Mimpiku"」（鈴懸なんちゃらのカヴァー）では妹のフリスカも選抜に選ばれている。
- 国立パジャジャラン大学農業部卒業[4]。アイドルを兼ねながら農学を学んでいたため「時間とのマネジメントが一番難しかった」と述べている[10]。
- JKT48が2014年8月31日に横浜アリーナで開催された『@JAM EXPO 2014』[11]に出演した際、かつてのAKB48の“絶対的エース”だった前田敦子[注 2]と共に食事していたことが前田のツイッターで明かされている[12]。

## JKT48での参加曲

### シングル選抜楽曲
JKT48名義
- RIVER[注 3]
  - Sakura no Shiori-Pembatas Buku Sakura-
  - Kimi ni Au Tabi Koi wo Suru-Jatuh Cinta Setiap Bertemu Denganmu-
- Yuuhi wo Miteiruka?- Apakah Kau Melihat Mentari Senja? –
  - Nagai Hikari - Cahaya Panjang –
- Fortune Cookie in Love
  - First Rabbit
- Manatsu no Sounds Good! - Musim Panas Sounds Good ! -
  - BINGO![注 4]
  - Kimi to Boku no Kankei- Hubungan Kau Dan Aku
- Flying Get
  - Dareka no Tame ni - What Can I Do for Someone? –　- Demi Seseorang – What Can I Do for Someone? –
  - Shoujotachi Yo　- Gadis Remaja –
- Gingham Check
  - Boku wa Ganbaru　- Aku Akan Berjuang –
  - Sakura no Hanabiratachi　- Kelopak-kelopak Bunga Sakura –（フリスカとも共演）
- Papan Penanda Isi Hati　- Message on a Placard -
  - Dialog Dengan Kenari　- Kurumi to Dialogue -
- Angin Sedang Berhembus〜 The Wind is Blowing/Kaze wa Fuiteru-[注 5]
  - Simpati Gravitasi〜 Juryoku Sympathy（フリスカとも共演）
- Pareo adalah Emerald〜 Pareo wa Emerald-
  - Apel yang ada di puncak〜 Takane no Ringo
- Refrain Penuh Harapan　- Refrain Full of Hope / Kibouteki Refrain
  - Dewi Theater　- Theater no Megami
- Halloween Night
  - Ratu Para Idola　- Idol no Ouja -
- Beginner
  - Punkish（フリスカとも共演）
- Hanya Lihat ke Depan　-Mae Shika Mukanee-
  - Cinta Tak Berbalas Finally　-Kataomoi Finally-（フリスカとも共演）
- 「LOVE TRIP」に収録
  - Pioneer（フリスカとも共演）
- Luar Biasa　- Saikou Kayo
  - HA!
  - Sakura Kita Makan Bersama　- Sakura, Minna de Tabeta
- So long !
  - Di Sini Rhodes, Lompatlah!　- Koko ga Rhodes da, Koko de Tobe!
  - Virginity
- Kesimpulan yang Sedikit Membuatku Malu setelah Beberapa Hari Berpikir akan Berubah Seperti Apakah Hubungan Kita jika di Jalan Penuh Pohon Rindang Kukatakan "Indahnya Senyum Manismu dalam Mimpiku"（フリスカとも共演）
  - Cowok Durian　- Durian Shounen
  - Aishiteraburu
- Dirimu Melody - Kimi wa Melody-
  - Kita Pernah Di Sini　- Koko ni Ita Koto
  - Sebagian Besar Kenangan　- Omoide no Hotondo

AKB48名義
- 「GIVE ME FIVE!」に収録
  - NEW SHIP[3]

### アルバム収録楽曲
- 『Heavy Rotation』に収録
  - Heavy Rotation
  - Karena Kusuka Dirimu -Kimi no Koto ga Suki Dakara-
  - Ponytail dan Shushu -Ponytail to Shushu-
  - Baby! Baby! Baby!
  - Hari Pertama -Shonichi-
  - Wasshoi J!
  - Teriakan Berlian -Oogoe Diamond-[注 6]
  - Maafkan, SUMMER -Gomen ne, SUMMER-
  - Air Mata Surprise! -Namida Surprise-
- 『Mahagita - Kamikyokutachi -』に収録
  - Pesawat Kertas 365 Hari -365 Nichi no Kamihikouki-[注 7]
  - Only Today
- 『JKT48 Festival Greatest Hits』に収録
  - JKT Festival
  - Gadis yang Paling Cantik Di Pinggiran Pantai -Nagiichi[注 8]
  - Melon Juice[注 9]
  - Pintu Masa Depan - Mirai no Tobira -
- 『B・E・L・I・E・V・E』に収録
  - Karena Kau Ada Untuk Diriku -Anata ga ite kureta kara-

### 劇場公演ユニット曲
JKT48 1期生「Pajama Drive」（パジャマドライブ）公演
- てもでもの涙
- 純情主義[注 10]

「Aturan Anti Cinta」（恋愛禁止条例）公演
- 黒い天使（チームJ 1st Stage）
- ツンデレ!（チームT 2nd Stage）

「Demi Seseorang」（誰かのために）公演
- Bird（チームJ 2nd Stage）
- 制服が邪魔をする（チームJ 2nd Stage／チームT 4th Stage）
- 蜃気楼（チームT 4th Stage）

「Matahari Milikku」（僕の太陽）公演
- ヒグラシノコイ（チームJ）
- アイドルなんて呼ばないで（チームT 3rd Stage）

Team J 4th Stage「Sekarang sedang Jatuh Cinta」（ただいま恋愛中）公演
- Faint

## 出演

### テレビ番組
- テレビ東京「AKB48のぐぐたす民」（2012年3月29日未明放送に出演）[2]
- WAKUWAKU JAPAN「TSUNAGU〜日本の農業と食〜」（2018年12月1日初回放送）[13]

### CM
- Shopee Indonesia（イメージキャラクター・2020年）[動画 5]